# لي (لاعب كريكت)
لي (1790 بإنجلترا في المملكة المتحدة - ) (بالإنجليزية: Lee)‏ هو لاعب كريكت بريطاني. لعب مع نادي مارليبون للكريكت ‏.